# Tapo
Tapo es una localidad peruana ubicada en el departamento de Junín, provincia de Tarma, distrito de Tapo. Asimismo es capital del distrito homónimo. Fue fundada el 2 de enero de 1857 y se encuentra a 3 140 m s n m.

## Etimología
Hay varias versiones de la palabra Tapo, pero lo más cercano que se puede tener como su significado es de vocablo de origen quechua: la diferencia de "Tapo" y "Tapu" En castellano se pronuncia como la grafía Tapo castellanizado que "Tapu" que posee el vocal "u" es por a diferencia de las lenguas romances tienen cinco vocales que el quechua de solo tres. La raíz que es Tapu que significa ("PREGUNTA") y agregando una letra más al final, la igriega: ("Tapu-y=Tapuy")  el resultado es un verbo ("Preguntar"). Asimismo agregando después del vocal "u" o de la raíz Tapu un vocal muy usado en idioma quechua, poniendo la "q" en vez de la y el resultado de Tapu que es Pregunta pasa a tener el resultado no alejado como: ("Tapu-q=Tapu-q=Tapuq-") que significa ("EL QUE INTERROGA"). Los resultados son: 'Pregunta', 'Preguntar' y 'El que Interroga'.

## Historia
La localidad fue fundada el 2 de enero de 1857.

## Autoridades
Alcalde: Edgard Flores Taipe